# Joseph Childs
Joseph Childs war ein US-amerikanischer Politiker. In den Jahren 1838 und 1839 war er Vizegouverneur des Bundesstaates Rhode Island.
Über Joseph Childs gibt es kaum verwertbare Quellen. Sein Leben liegt weitgehend im Dunklen. Er lebte zumindest zeitweise in Portsmouth im Newport County. Politisch gehörte er der Whig Party an. Im Jahr 1838 wurde er an der Seite von William Sprague zum Vizegouverneur von Rhode Island gewählt. Dieses Amt bekleidete er zwischen 1838 und 1839. Dabei war er Stellvertreter des Gouverneurs und Vorsitzender des Staatssenats. Nach dem Ende seiner Zeit als Vizegouverneur verliert sich seine Spur wieder.